# AJ Fonte Bastardo
AJ Fonte Bastardo – portugalski klub siatkarski z siedzibą w Praia da Vitória. Założony został w 1975 roku. Dwukrotny mistrz Portugalii oraz zdobywca Pucharu Portugalii.
AJ Fonte Bastardo od sezonu 2005/2006 występuje w najwyższej klasie rozgrywkowej W Portugalii.

## Historia
Klub AJ Fonte Bastardo założony został 21 października 1975 roku, a oficjalnie zarejestrowany 8 października 1979 roku.
W sezonie 2004/2005 klub AJ Fonte Bastardo został mistrzem Divisão A2, co dało mu awans do najwyższej klasy rozgrywkowej w Portugalii (Divisão A1). W sezonie 2007/2008 zajął trzecie miejsce w Divisão A1. W sezonie 2008/2009 zadebiutował w europejskich pucharach, odpadając w 1/16 finału Pucharu Challenge. W sezonie 2010/2011 zespół zdobył pierwsze mistrzostwo Portugalii. Sukces ten powtórzył w sezonie 2015/2016. W sezonie 2012/2013 zdobył natomiast Puchar Portugalii.

## Bilans sezonów
| Sezon     | Rozgrywki ligowe | Rozgrywki ligowe | Puchar Portugalii   | Puchary europejskie             |
| Sezon     | Poziom           | Miejsce          | Puchar Portugalii   | Puchary europejskie             |
| --------- | ---------------- | ---------------- | ------------------- | ------------------------------- |
| 1999/2000 | II Divisão Sul   | ?                | ?                   |                                 |
| 2000/2001 | II Divisão Sul   | 5. miejsce       | 1. runda (Zona Sul) |                                 |
| 2001/2002 | II Divisão Sul   | 5. miejsce       | ?                   |                                 |
| 2002/2003 | II Divisão Sul   | 2. miejsce       | ?                   |                                 |
| 2002/2003 | II Divisão       | 4. miejsce       | ?                   |                                 |
| 2003/2004 | Divisão A2       | 2. miejsce       | ?                   |                                 |
| 2004/2005 | Divisão A2       | 1. miejsce       | ćwierćfinał         |                                 |
| 2005/2006 | Divisão A1       | 5. miejsce       | półfinał            |                                 |
| 2006/2007 | Divisão A1       | 5. miejsce       | ćwierćfinał         |                                 |
| 2007/2008 | Divisão A1       | 3. miejsce       | półfinał            |                                 |
| 2008/2009 | Divisão A1       | 4. miejsce       | półfinał            | Puchar Challenge – 1/16 finału  |
| 2009/2010 | Divisão A1       | 5. miejsce       |                     |                                 |
| 2010/2011 | Divisão A1       | 1. miejsce       | półfinał            |                                 |
| 2011/2012 | I Divisão        | 3. miejsce       | ćwierćfinał         | Puchar Challenge – 1/16 finału  |
| 2012/2013 | I Divisão        | 3. miejsce       | 1. miejsce          | Puchar Challenge – II runda     |
| 2013/2014 | I Divisão        | 2. miejsce       | finał               | Puchar Challenge – II runda     |
| 2014/2015 | I Divisão        | 2. miejsce       | półfinał            | Puchar Challenge – 1/8 finału   |
| 2015/2016 | I Divisão        | 1. miejsce       | finał               | Puchar Challenge – II runda     |
| 2016/2017 | I Divisão        | 3. miejsce       | półfinał            | Puchar Challenge – 1/8 finału   |
| 2017/2018 | I Divisão        | 5. miejsce       | ćwierćfinał         | Puchar Challenge – 1/16 finału  |
| 2018/2019 | I Divisão        | 3. miejsce       | finał               | Puchar Challenge – 1/4 finału   |
| 2019/2020 | I Divisão        | −                | ćwierćfinał         | Puchar Challenge – kwalifikacje |
| 2020/2021 | I Divisão        | 2. miejsce       | półfinał            | Puchar Challenge – 1/16 finału  |
| 2021/2022 | I Divisão        | 3. miejsce       | finał               | Puchar Challenge – ćwierćfinał  |
| 2022/2023 | I Divisão        | 2. miejsce       | finał               | Puchar Challenge – półfinał     |

Poziom rozgrywek:
     pierwszy poziom
     drugi poziom
     trzeci poziom

## Osiągnięcia
Mistrzostwa Portugalii:
- 1. miejsce (2x): 2011, 2016
- 2. miejsce (4x): 2014, 2015, 2021, 2023[2]
- 3. miejsce (6x): 2008, 2012, 2013, 2017, 2019, 2022

Puchar Portugalii:
- 1. miejsce (1x): 2013
- 2. miejsce (5x): 2014, 2016, 2019, 2022, 2023

Superpuchar Portugalii:
- 1. miejsce (1x): 2022
- 2. miejsce (4x): 2011, 2013, 2016, 2019

## Kadra
Sezon 2017/2018
- Pierwszy trener: João José
- Asystent trenera: Afonso Seixas

| Nr                       | Imię i nazwisko                      | Data ur. | Wzrost | Pozycja      |
| ------------------------ | ------------------------------------ | -------- | ------ | ------------ |
| 2                        | Gerson Pereira                       | 1990     | 196    | środkowy     |
| 4                        | Daniel Ruíz                          | 1995     | 191    | libero       |
| 8                        | Aleksandrs Kudrjašovs                | 1988     | 195    | przyjmujący  |
| 9                        | Robert Viiber                        | 1997     | 205    | rozgrywający |
| 11                       | José Carlos Vinha (Zé Vinha)         | 1994     | 184    | przyjmujący  |
| 12                       | Maicon Leite                         | 1992     | 204    | środkowy     |
| 13                       | Caíque Silva                         | 1985     | 189    | przyjmujący  |
| 14                       | Diogo Morais                         | 1996     | 194    | atakujący    |
| 17                       | Reinaldo Silva                       | 1989     | 194    | przyjmujący  |
| 18                       | Bruno Alves                          | 1989     | 190    | rozgrywający |
| Odeszli w trakcie sezonu |                                      |          |        |              |
| 3                        | José Ricardo Filho (do grudnia 2017) | 1989     | 208    | środkowy     |
| 16                       | Kaio Rocha (do grudnia 2017)         | 1986     | 208    | atakujący    |